# Campeonato Uruguayo de Primera División "B" 1949
El Campeonato Uruguayo de Segunda División 1949 fue la octava edición del torneo de segunda categoría profesional del fútbol de Uruguay.

## Posiciones
| Puesto | Equipo      | Pts | PJ | PG | PE | PP | GF | GC | Dif |
| ------ | ----------- | --- | -- | -- | -- | -- | -- | -- | --- |
| 1º     | Bella Vista | 23  | 14 | 10 | 3  | 1  | 33 | 13 | +20 |
| 2º     | Racing      | 21  | 14 | 9  | 3  | 2  | 30 | 12 | +18 |
| 3º     | Sud América | 16  | 14 | 5  | 6  | 3  | 25 | 17 | +8  |
| 4º     | Progreso    | 16  | 14 | 5  | 6  | 3  | 27 | 27 | 0   |
| 5º     | Artigas     | 13  | 14 | 5  | 3  | 6  | 20 | 26 | -6  |
| 6º     | Miramar     | 9   | 14 | 3  | 3  | 8  | 13 | 26 | -13 |
| 7º     | Canillitas  | 8   | 14 | 4  | 0  | 10 | 27 | 37 | -10 |
| 8º     | Bahía       | 6   | 14 | 2  | 2  | 10 | 18 | 35 | -17 |

## Resultados
| Artigas     | 0-0 | Bella Vista |
| Sud América | 3-1 | Canillitas  |
| Racing      | 4-0 | Miramar     |
| Progreso    | 2-2 | Bahía       |

| Artigas     | 3-1 | Bahía       |
| Progreso    | 4-1 | Miramar     |
| Bella Vista | 2-1 | Sud América |
| Racing      | 1-0 | Canillitas  |

| Racing      | 0-0 | Progreso    |
| Miramar     | 2-1 | Bahía       |
| Artigas     | 2-2 | Sud América |
| Bella Vista | 4-1 | Canillitas  |

| Racing      | 4-1 | Bahía       |
| Bella Vista | 3-0 | Miramar     |
| Progreso    | 3-2 | Sud América |
| Canillitas  | 3-0 | Artigas     |

| Canillitas  | 4-3 | Progreso    |
| Bella Vista | 4-1 | Bahía       |
| Racing      | 2-2 | Sud América |
| Artigas     | 2-1 | Miramar     |

| Artigas     | 1-1 | Progreso |
| Sud América | 3-2 | Bahía    |
| Canillitas  | 3-1 | Miramar  |
| Bella Vista | 3-0 | Racing   |

| Bahía       | 3-2 | Canillitas |
| Sud América | 0-0 | Miramar    |
| Bella Vista | 2-2 | Progreso   |
| Racing      | 6-0 | Artigas    |

| Bella Vista | 3-0 | Artigas     |
| Canillitas  | 0-3 | Sud América |
| Miramar     | 0-1 | Racing      |
| Bahía       | 0-3 | Progreso    |

| Bahía       | 0-4 | Artigas     |
| Miramar     | 2-3 | Progreso    |
| Sud América | 0-1 | Bella Vista |
| Canillitas  | 0-3 | Racing      |

| Progreso    | 0-2 | Racing      |
| Bahía       | 0-0 | Miramar     |
| Sud América | 4-1 | Artigas     |
| Canillitas  | 1-2 | Bella Vista |

| Bahía       | 1-2 | Racing      |
| Miramar     | 1-3 | Bella Vista |
| Sud América | 2-2 | Progreso    |
| Artigas     | 5-1 | Canillitas  |

| Progreso    | 1-7 | Canillitas  |
| Bahía       | 1-2 | Bella Vista |
| Sud América | 1-1 | Racing      |
| Miramar     | 2-0 | Artigas     |

| Progreso | 1-0 | Artigas     |
| Bahía    | 0-2 | Sud América |
| Miramar  | 3-2 | Canillitas  |
| Racing   | 3-2 | Bella Vista |

| Canillitas | 2-5 | Bahía       |
| Miramar    | 0-0 | Sud América |
| Progreso   | 2-2 | Bella Vista |
| Artigas    | 2-1 | Racing      |